# Joan Binimelis i Garcia
Joan Binimelis i Garcia (Manacor, 1538/39 - Palma, 12 gener 1616) fou un sacerdot, metge, historiador, geògraf, cartògraf i astrònom mallorquí.
Va fer els primers estudis a Mallorca. Durant la dècada del 1560 va estudiar Medicina a la Universitat de València. Tornà a Mallorca, feu alguns viatges i s'ordenà sacerdot. Aconseguí alguns càrrecs i beneficis dins de la diòcesi de Mallorca. Va escriure algunes obres sobre matemàtiques, medicina, astronomia i història en català, castellà i llatí i realitzà un mapa descriptiu de Mallorca i un plànol de Palma no conservat; gairebé tots aquests textos s'han transmès només per via manuscrita i alguns s'han perdut.
És conegut sobretot per la Història general del Regne de Mallorca, la primera crònica exclusivament mallorquina. Binimelis va escriure la Història en català a l'entorn de 1595 i la va traduir o adaptar ell mateix al castellà entre 1597 i 1601 (la versió castellana es va editar per primer cop el 1927). La Història de Binimelis ultrapassa la mera crònica: és una summa enciclopèdia amb informacions històriques, geogràfiques, mèdiques, cosmològiques, polítiques, de salut pública, etc. Aquesta acumulació conforma un text bigarrat, que en les versions castellanes està dividit en set llibres. El text català de la Història que ha arribat fins als nostres dies és incomplet. La crònica binimeliana és una mostra paradigmàtica de la historiografia renaixentista, cultivada en català per Pere Antoni Beuter, Martí de Viciana, Antoni Viladamor, Pere Gil. Encara que va tenir una mala transmissió, la Història és coneguda per la tradició posterior i és citada i aprofitada per Joan Dameto i Vicenç Mut; durant el segle xviii és copiada i estudiada per erudits com Guillem de Terrassa.
Es així mateix autor d'un treball "sobre els vicis de les dones i el seu tarannà variable"
Al Museu d'Art Sacre de Mallorca es conserva un retrat seu, datat al segle XVII i procedent de l'Hospital de Sant Pere i Sant Bernat. La inscripció que l'acompanya destaca que va ser "inventor del aviso que dan los fuegos de las torres".